# NGC 6070
NGC 6070 is een spiraalvormig sterrenstelsel in het sterrenbeeld Slang. Het hemelobject werd op 18 september 1786 ontdekt door de Duits-Britse astronoom William Herschel.

## Synoniemen
- UGC 10230
- MCG 0-41-4
- ZWG 23.17
- IRAS 16074+0050
- PGC 57345